# Alonso Fernández de Madrid y Armunia

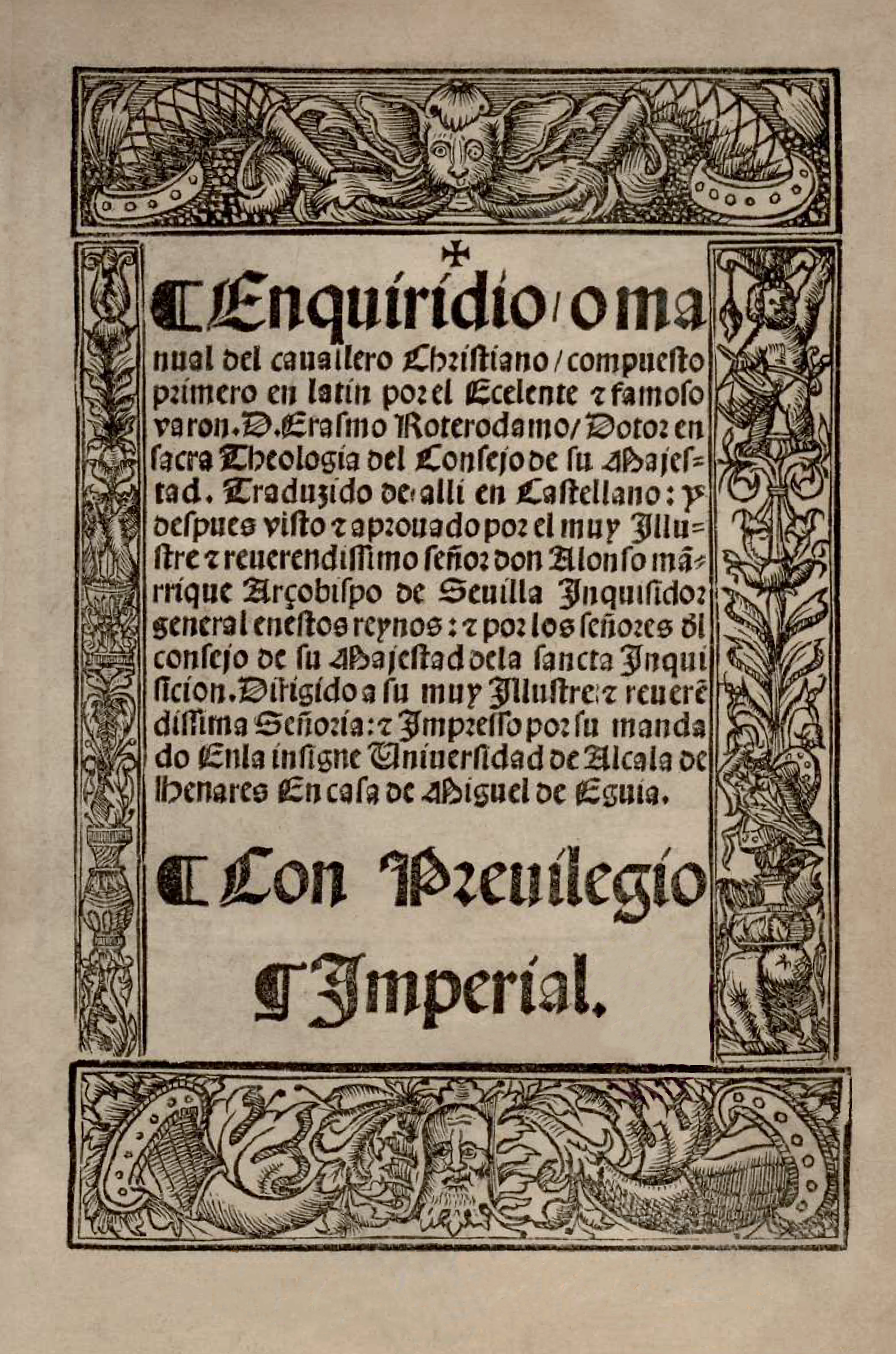
"Manual del caballero cristiano" (1528).

Alonso Fernández de Madrid y Armunia (ca. 1474-18 d'agost de 1559), conegut com l'Ardiaca del Alcor (en castellà Arcediano del Alcor) fou un religiós, sacerdot i historiador castellà, compilador i autor d'una de les més importants obres històriques sobre la província de Palència, coneguda com la Silva Palentina.

## Biografia
Nascut vers el 1474, fill del batxiller i cavaller Pedro González de Madrid, conseller dels reis Joan II i Enric IV de Castella, i de María de Armunia. Es crià al costat i a casa del frare Hernando de Talavera, més endavant primer arquebisbe de Granada. Destacat en virtuts i en les lletres, Quan esdevingué sacerdot fou nomenat per Francisco de Mendoza com a vicari general del bisbat de Palència, i més tard succeí al seu oncle Francisco Fernández de Madrid com a ardiaca del Alcor i canonge de la catedral. Com a sacerdot tingué una gran autoritat entre la població gràcies als seus sermons, replets d'erudició, estil i energia, i mercès de la seva conducta irreprotxable, incorruptible i bons costums. Escrigué àmpliament sobre moltes coses de la seva època, moltes d'elles sense arribar a publicar-se o fins i tot inconcluses, perquè treballava molt recopilant dades del dia a dia. Entre elles destaca De la antigüedad y nobleza de la Ciudad de Palencia... coneguda com a Historia o Silva Palentina. El 1545 adornà i dotà la capella de San Ildefonso de la catedral de Palència, on fou sebollit amb el seu oncle i altres avantpassats a la seva mort el 18 d'agost de 1559. La seva làpida és de marbre negra, fixa en una de les parets de la capella i amb lletres gravades d'or.